# Modou Jagne
Modou Jagne (* 14. Februar 1983 in Banjul) ist ein gambischer Fußballspieler.

## Karriere
Er besitzt einen Vertrag bis Juni 2009. Jagne spielte in seiner Jugend beim gambischen Erstligaverein Hawks Banjul.
Im Januar 2006 wechselte er zum SCR Altach in die österreichische Bundesliga.
Am 11. Januar 2007 wurde bekannt gegeben, dass Jagne im Training einen positiven Dopingtest abgegeben hat. Jagne gab zu, Cannabis konsumiert zu haben, und wurde vom Verein suspendiert. Gegen Jagne wurde das Verfahren eingestellt, da der Senat 1 der Bundesliga zum Entschluss kam, dass eine leistungssteigernde Wirkung nicht nachgewiesen werden konnte und die FIFA eine Sperre nur bei einer Wettkampf-Kontrolle zwingend vorsieht. Jagne profitierte von der verspäteten Umsetzung des Anti-Doping-Gesetzes, das erst mit 1. Januar 2007 vom ÖFB umgesetzt wurde. Darauf beschloss der Verein, die Suspendierung wieder aufzuheben.
Im März 2008 wurde bei ihm, im Zuge einer Routineuntersuchung, eine Herzkrankheit festgestellt, wobei lange Zeit unklar war, worum es sich genauer handelt. Im Zuge dieser Erkrankung drohte ihm eine längere Pause, auch ein frühes Karriereende wurde nicht ausgeschlossen. Im Laufe der Saison 2008/09 gab Jagne allerdings sein Comeback.
Im Januar 2009 wechselte er innerhalb der höchsten österreichischen Liga zu SK Austria Kärnten.
Im Januar 2010 gab Austria Kärnten die einvernehmliche Vertragsauflösung bekannt, seitdem ist Jagne ohne Verein.
Modou Jagne absolvierte vier Spiele für die gambische Fußballnationalmannschaft.